# 언양읍
언양읍(彦陽邑)은 대한민국 울산광역시 울주군의 읍이다. 언양이란 이름은 옛 언양군의 진산인 고헌산의 '헌'자를 '언'자으로 발음하여 따서 만든 이름이다. 본래 언양은 고려, 조선 시대에 울산 도심과는 다소 구분되는 권역을 이루어왔다.

## 역사
- 1914년 3월 1일 언양군이 폐지되어 울산군 상북면과 중북면이 되고, 같은 해 4월 1일 두 면에 중남면과 두동면, 두서면 각 일부를 편입하여 14개리를 관할하는 언양면이 설치되었다.

| 개편 전                                                         | 개편 후        |
| --------------------------------------------------------------- | -------------- |
| 상북면 송대동(松臺洞)                                           | 송대리(松臺里) |
| 상북면 서부동(西部洞), 노상동(路上洞)                           | 서부리(西部里) |
| 상북면 동부동(東部洞), 노동동(路東洞)                           | 동부리(東部里) |
| 상북면 남부동(南部洞)                                           | 남부리(南部里) |
| 상북면 어음동(於音洞), 중남면 평리 일부                         | 어음리(於音里) |
| 상북면 반소동(盤所洞)                                           | 반송리(盤松里) |
| 상북면 천소동(泉所洞), 천상동(泉上洞), 반소동 일부, 반호동 일부 | 반천리(盤泉里) |
| 상북면 반호동(盤湖洞), 동부동 일부, 중북면 반곡동 일부          | 반연리(盤淵里) |
| 중북면 대곡동(大谷洞), 반곡동 일부, 두동면 대곡동(大谷洞)       | 대곡리(大谷里) |
| 중북면 반곡동(盤谷洞), 두서면 천전리 일부, 구영동 일부          | 반곡리(盤谷里) |
| 중북면 다개동 일부                                              | 평리(平里)     |
| 중북면 다개동(茶開洞), 두서면 차동 일부                         | 다개리(茶開里) |
| 중북면 태동(台洞), 기지동(機池洞)                               | 태기리(台機里) |
| 중북면 직동(直洞), 남동(南洞), 기지동 일부                      | 직동리(直洞里) |
- 1952년 4월 25일 지방 선거가 시행되고 초대 언양면의원 13명이 선출되었다.
- 1961년 9월 1일 언양면의회가 해산되었다.
- 1962년 6월 1일 울산군 일부에 울산시가 설치되면서 울주군 언양면이 되었다.
- 1973년 7월 1일 삼남면 구수리를 편입하였다.
- 1982년 10월 5일 면청사를 현위치로 이전하였다.
- 1991년 1월 1일 울주군이 울산군으로 개칭하면서 울산군 언양면이 되었다.
- 1995년 1월 1일 울산시·울산군 통합으로 울산시 울주구 언양면이 되었다.
- 1996년 2월 1일 언양면이 언양읍으로 승격하였다.
- 1997년 7월 15일 울산시가 울산광역시로 승격하면서 울산광역시 울주군 언양읍이 되었다.

## 행정 구역
언양읍은 15개 법정리와 39개 행정리, 271개 반으로 구성되어있다. 인구는 2015년 12월 31일 기준으로 10,723세대 27,073명이다. 읍소재지는 동부리이다.

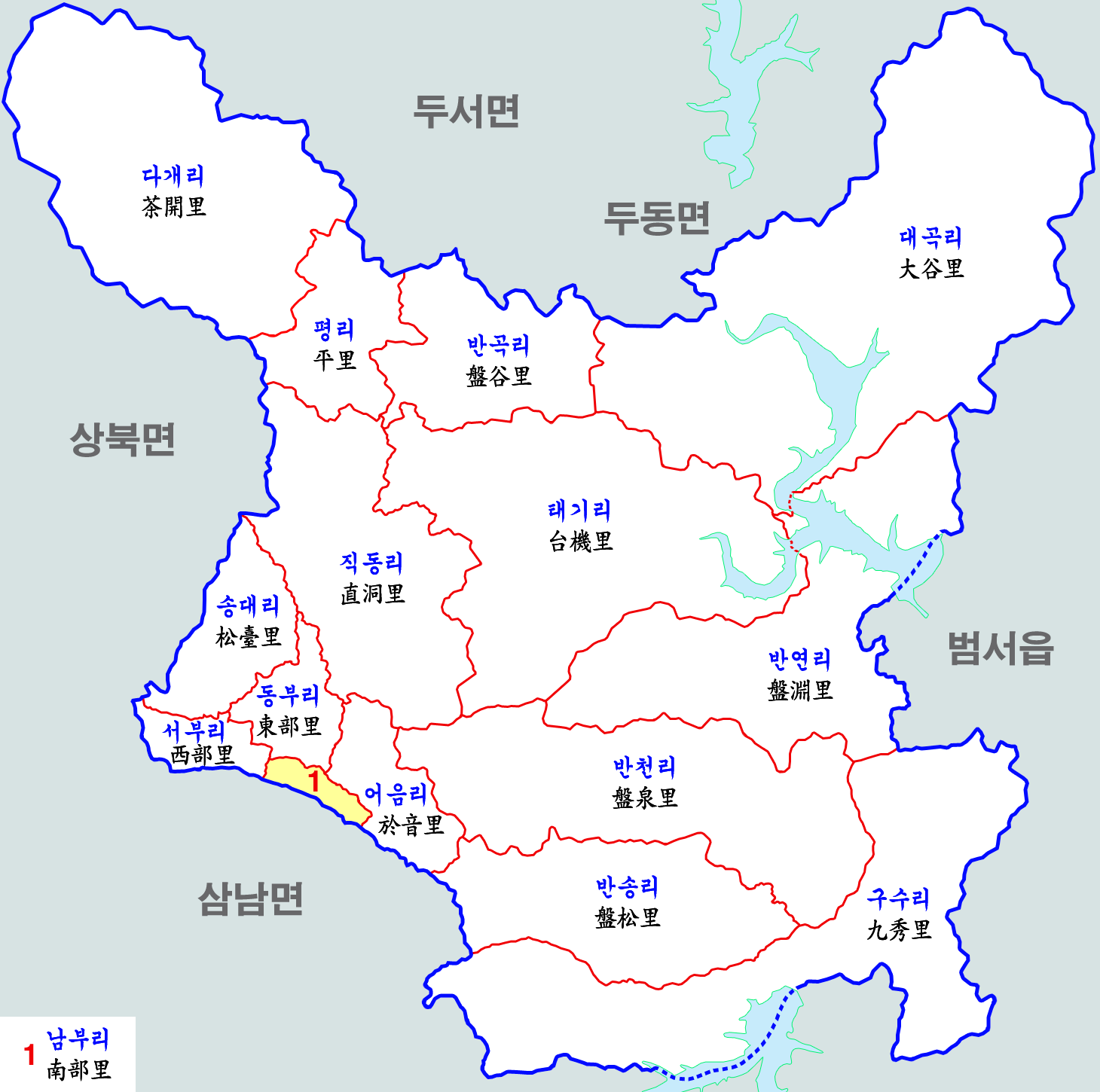
언양읍의 행정구역

| 법정리 | 한자   | 행정리 수 | 세대   | 인구   |
| ------ | ------ | --------- | ------ | ------ |
| 송대리 | 松臺里 | 1         | 267    | 649    |
| 서부리 | 西部里 | 9         | 3,282  | 9,294  |
| 동부리 | 東部里 | 6         | 3,126  | 8,271  |
| 남부리 | 南部里 | 2         | 447    | 834    |
| 어음리 | 於音里 | 2         | 651    | 1,431  |
| 반송리 | 盤松里 | 3         | 379    | 897    |
| 구수리 | 九秀里 | 3         | 169    | 308    |
| 반천리 | 盤泉里 | 4         | 1,265  | 3,298  |
| 반연리 | 盤淵里 | 1         | 261    | 309    |
| 대곡리 | 大谷里 | 1         | 46     | 90     |
| 반곡리 | 盤谷里 | 2         | 161    | 287    |
| 평리   | 平里   | 1         | 117    | 248    |
| 다개리 | 茶開里 | 1         | 183    | 399    |
| 태기리 | 台機里 | 1         | 51     | 89     |
| 직동리 | 直洞里 | 2         | 318    | 669    |
| 언양읍 | 彦陽邑 | 39        | 10,723 | 27,073 |

## 주요 시설
- 경남은행 언양지점
- 국민은행 언양점
- 서울주새마을금고
- 울주신협
- 농협중앙회 울산점
- 언양농협
- 울산축협
- 울주경찰서 언양파출소
- 울산중부소방서 언양119안전센터
- 울산우체국

## 교육 기관
- 언양초등학교
- 언양초등학교병설유치원
- 영화초등학교
- 반곡초등학교
- 반곡초등학교병설유치원
- 반천초등학교
- 반천초등학교병설유치원
- 신언중학교
- 언양중학교
- 언양고등학교
- 울산과학기술원

## 교통 시설

### 도로
경부고속도로가 언양읍을 지나고, 울산고속도로가 분기하는 언양 분기점이 있다. 언양 나들목이 있었지만 현재는 폐쇄되어 고속도로로 진입하기 위해서는 인접한 삼남면에 있는 서울산 나들목으로 진입해야한다.
국도 제24호선(울밀로)과 국도 제35호선(반구대로)이 언양읍에서 교차한다.

### 철도
경부고속선이 언양읍을 지나지만 역은 설치되어있지 않다. 열차를 이용하려면 인접한 삼남읍 신화리에 소재한 울산역으로 가야한다.

## 주거

### 아파트
동부리
- SM경남기업 신울산 경남아너스빌 : 2010년 1월 입주.

서부리
- 두산건설 서울산 두산위브 : 2009년 4월 입주.
- 삼성물산 건설부문 언양 삼성아파트 : 1996년 8월 입주.
- 한신공영 서울산 한신휴플러스 : 2013년 6월 입주.
- 해창종합건설 언양 서부리 스타골든캐슬 : 2018년 2월 입주.

송대리
- 양우건설 KTX울산역 양우내안애 더 퍼스트 : 2019년 1월 입주.

## 문화재
- 언양읍성
- 울산 대곡리 반구대 암각화

## 언양면의회
언양면의회는 1952년부터 1961년까지 존속한 대한민국의 지방의회이다.
- 1952년 4월 25일 초대 면의원 선거 실시, 언양면의원 13명(자유당1+대한독립촉성국민회5+대한청년단1+무소속6)이 선출되었다.
- 1956년 8월 8일 2대 면의원 선거 실시, 언양면의원 12명(자유당12)이 선출되었다.
- 1960년 12월 12일 3대 면의원 선거 실시, 언양면의원 12명이 선출되었다.
- 1961년 9월 1일 군사 정권에 의해 강제해산되었다.

## 같이 보기
- 대한민국의 지리